# Маджалла
Маджа́лла (Меджелле́, тур. مجله, араб. مجلة‎) — крупнейшая кодификация норм мусульманского права. Полное название: Меджелле-и ахкам-и адлийе (осман. مجلۀ احکام عدلیه‎, араб. مجلة الأحكام العدلية‎).

## Описание
Кодификация была предпринята в Османской империи в 1869—1877 годах с целью модернизации страны. Проходила в большинстве арабских стран, входивших в состав Османской империи, кроме Египта. В ней регулировались вопросы о правоспособности и её ограничения, а также вещных и обязательственных отношений. Маджалла состояла из 1850 статей (включая статью 21 о принципе даруры). Вопросы семейных отношений продолжали регулироваться различными традиционными школами мусульманского права.
Маджалла действовала в Турции до 1926 года, в Ливане — до 1931 года, в Сирии — до 1949 года, в Ираке — до 1953 года, в Иордании — до 1976 года, в Израиле — до 1984 года. На сегодняшний день её действие отчасти сохраняется в Кувейте и на Кипре.